# Zacharias Brendel der Ältere

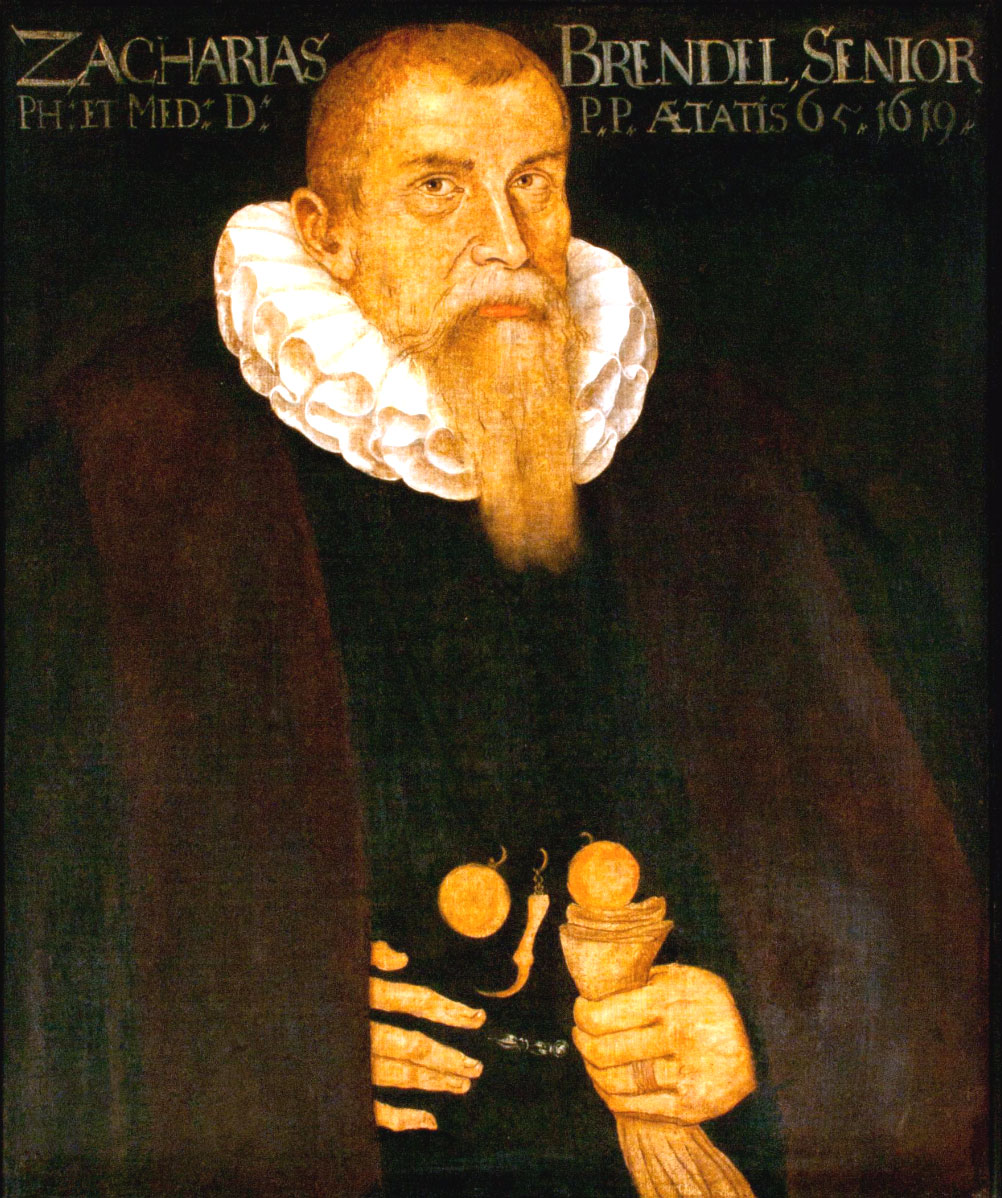
Zacharias Brendel der Ältere

Zacharias Brendel der Ältere auch: Brendelius (* 20. Oktober 1553 in Bürgel; † 25. August 1626 in Artern) war ein deutscher Philosoph, Physiker, Mediziner und Botaniker.

## Leben
Brendel war ein Sohn des Bürgeler Schustermeisters Peter Brendel und ein Bruder des späteren Theologen und Dessauer Superintendenten Magister Johann Brendel. Am 20. Oktober 1563 begann er ein Studium der philosophischen Wissenschaften an der Universität Jena. Hier erwarb er am 22. Dezember 1564 das Baccalaurat und wurde am 11. Juli 1567 Magister der Philosophie. Aufbauend auf seinen philosophischen Studien beschäftigte er sich mit medizinischen Untersuchungen. Zu diesem Zweck begab er sich nach Italien an die Padua, wo er am 13. August 1580 immatrikuliert und 1581 zum Doktor der Medizin promoviert wurde. Nach Jena zurückgekehrt, betätigte er sich als Stadtarzt und beteiligte sich 1582 mit der Abhandlung de Spiritibus am Hochschulbetrieb der Salina. Am 3. Juli 1583 wurde er Professor der Philosophie, 1588 übernahm er die Professur der Physik und am 5. März 1612 wurde er Professor der Medizin und Botanik.
Bei seinen medizinischen Aufgaben regte er chemische Übungen an, begann in Jena erste Leichensezierungen durchzuführen und richtete das Augenmerk der Studenten auf botanische Exkursionen. Die Studenten sollten dabei ebenso wie durch Inspektionen bei örtlichen Apotheken, ihre Kenntnisse der heimischen natürlichen Heilmittel erweitern. Auch beteiligte sich Brendel an den organisatorischen Aufgaben der Jenaer Hochschule. So lässt er sich 1596, 1600, 1604, 1607 sowie 1611 als Dekan der philosophischen Fakultät nachweisen, 1619 als Dekan und 1623 als Vizedekan der medizinischen Fakultät. Zudem war er in den Sommersemestern 1587, 1603 sowie 1624 und den Wintersemestern 1614 sowie 1618 Rektor der Alma Mater. Als viel gefragter Arzt begab er sich im Sommer 1626 auf eine Dienstreise zur Heilung des Grafen von Mansfeld. Dabei erkrankte er selbst und verstarb in Artern.

## Familie
Brendel war drei Mal verheiratet. Seine erste Ehe schloss er etwa 1580 in Jena mit Elisabeth († 14. April 1596 in Jena), der Tochter des Jenaer Bürgermeisters Christoph Wex (* 10. November 1525 in Allstedt; † 29. Mai 1596 in Jena). Danach ging er am 15. November 1596 mit Anna Wildeck (* Zwickau; † 1598 in Jena), der Witwe des Dr. med. und Stadtphysikus in Zeitz Hieronymus Klein (* 4. Mai 1553 in Leipzig; † 21. Dezember 1594 in Zeitz), der Tochter des Stadtphysikus und Ratsverwandten in Zwickau Dr. med. Eusebius Wildeck, eine weitere Ehe ein. Nach deren Tod heiratete er in dritter Ehe am 30. August 1599 Anna Beinetz. Von seinen Kindern kennt man:
- Mag. Johann Philipp Brendel (* 31. Oktober 1582 in Jena; † 17. November 1615 in Neustadt an der Orla), Hof und Stadtarzt in Schleiz
- Zacharias Brendel der Jüngere, der ebenfalls Professor med. in Jena wurde
- Anna Maria Brendel (bgr. 30. Oktober 1616 in Jena)
- Maria Brendel ⚭ 25. Januar 1608 mit Johann Fertsch (Fortsch) Lichtenfels (immatr. WS 1576 aus Roslewien)
- Elisabeth Brendel ⚭ 8. Februar 1608 mit dem Schuldiener und Pfarrerssohn aus Eckolstedt Johann Müller
- Susanne Brendel ⚭ 28. Oktober 1616 in Schleiz mit Mag. Johann Röser, Diakon in Neumark bei Weimar.

## Werke (Auswahl)
- Pro veterum technologia rethorica adversus P. Rami Sectatores brevis. Erfurt 1580 (books.google.de).
- De vita nobilis et magnifici viri Ioannis Schroteri. Jena 1592 (books.google.de).
- Annota in libellum Philippi Melanchthonis de anima. Jena 1598.
- Primitiæ Medicæ seu prolegomena in Libellum Galeni de constitutione artis Medicæ. Jena 1614.
- Medicinae Arti Addictis Studiosis In Salana Iuvenibus Atque Adolescentibus. 1621.